# Сосно (деревня)
Сосно — деревня в Гдовском районе Псковской области России. Входит в состав Спицинской волости Гдовского района.
Расположена в 5 км по прямой (или в 12 км по дорогам) к югу от волостного центра Спицино и в 35 км к югу от Гдова. Находится на полуострове, отделяющим заливы Раскопельский и Лахта Чудского озера

## Население
Численность населения деревни на 2010 год составляла 15 человек.